# Meet the Grahams
«Meet the Grahams» (estilizada en minúsculas) es una canción diss track del rapero estadounidense Kendrick Lamar, lanzada como parte de su rivalidad con el rapero canadiense Drake. Fue lanzado el 3 de mayo de 2024, una hora después de que la propia canción de Drake atacara a Lamar, «Family Matters».

## Contexto
Producida por The Alchemist, «Meet the Grahams» se diferencia de las respuestas anteriores de Lamar porque adquiere una atmósfera inquietante y oscura, con un espeluznante ritmo de piano que acompaña letras críticas que acusan a Drake de una serie de delitos, como abandono infantil y explotación sexual.

## Composición
La letra de la canción toma la forma de una carta al hijo de Drake, Adonis, a los padres de Drake, a la supuesta hija no reconocida de Drake y, finalmente, al propio Drake. En la canción, Lamar alega que Drake tiene una hija secreta y lo acusa de ser un depredador sexual. Lamar también menciona que Drake supuestamente dirige una red de tráfico sexual desde su mansión, The Embassy.

## Portada
La portada muestra una versión sin recortar de la foto que acompañaba la canción anterior de Lamar, «6:16 in LA». Además del guante, muestra una camisa, recibos de joyas y tres medicamentos recetados con el nombre «Aubrey Graham» (el nombre real de Drake), incluido uno de Ozempic y otro de Zolpidem. Según el podcaster DJ Akademiks, estos artículos fueron robados de una maleta que pertenecía al padre de Drake, Dennis Graham.La canción fue lanzada a las plataformas de streaming al día siguiente, y la obra de arte original fue reemplazada por un cuadrado negro.

## Respuesta
Drake respondió rápidamente en Instagram para negar la afirmación de Lamar de que tenía una hija secreta, pero aún no ha comentado sobre las acusaciones de tráfico sexual.